# Erika Karata
Erika Karata (唐田 えりか, Karata Erika), née le 19 septembre 1997 à Kimitsu (Japon), est une actrice japonaise.

## Filmographie sélective

### Cinéma
- 2018 : Même si je dors, même si je suis éveillée (寝ても覚めても, Netemo sametemo?) de Ryūsuke Hamaguchi[1]